# Manfred Weiß (Politiker)

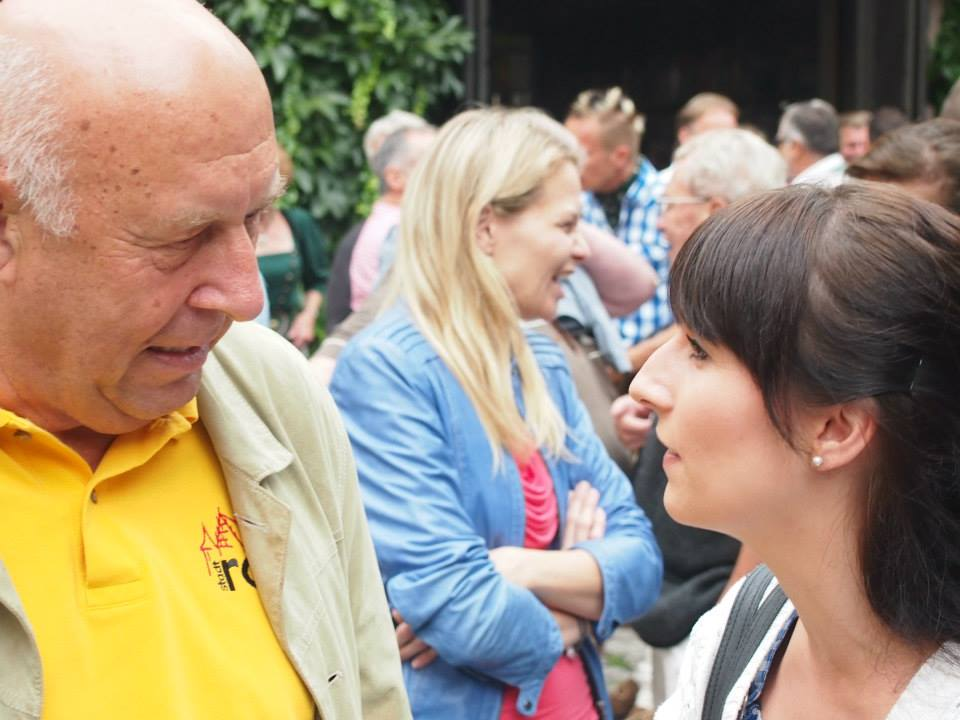
Manfred Weiß im Gespräch, 2013

Manfred Ottmar Hans Weiß (* 23. Januar 1944 in Roth; † 11. März 2017) war ein deutscher Jurist und Politiker (CSU). Von 1978 bis 2013 war er Mitglied des Bayerischen Landtags und von 1999 bis 2003 bayerischer Justizminister. Von 2013 bis zu seinem Tod war er nichtberufsmäßiger Richter am Bayerischen Verfassungsgerichtshof.

## Leben und Beruf
Von 1954 bis 1963 besuchte er das Humanistische Gymnasium in Schwabach. Nach dem Abitur absolvierte er bis 1965 eine Ausbildung zum Reserveoffizier bei der Bundeswehr (ausgeschieden als Leutnant d. R., zuletzt Oberst d. R. der Gebirgsjägertruppe).
Von 1965 bis 1969 folgte ein Studium der Rechtswissenschaften an der Friedrich-Alexander-Universität Erlangen-Nürnberg in Erlangen (Erste Juristische Staatsprüfung, 1970/72 Rechtsreferendar. Zweite Juristische Staatsprüfung, Promotion zum Dr. jur.)
Von 1973 bis 1978 war er Richter am Landgericht Nürnberg-Fürth.
Weiß heiratete nach dem Tod seiner ersten Frau wieder und hatte zwei Kinder aus erster Ehe.

## Politik
Weiß war seit 1968 Mitglied der CSU. Er wurde 1970 Kreisvorsitzender der Jungen Union, 1972 in den Rother Stadtrat und in den Kreistag des Landkreises Roth gewählt. Von 1976 bis 2009 war Weiß CSU-Kreisvorsitzender und von 1989 bis 2009 Stellvertretender CSU-Bezirksvorsitzender. Von 1991 bis 1995 war er Landesvorsitzender des Wehr- und Sicherheitspolitischen Arbeitskreises der CSU (WPA).
1978 wurde Weiß als Stimmkreisabgeordneter für den Stimmkreis Roth (Wahlkreis Mittelfranken) in den Bayerischen Landtag gewählt. Dort war er unter anderem Vorsitzender der Untersuchungsausschüsse „Wienerwald“ (11. WP), „Schalck-Golodkowski“ (12. WP) und „Plutonium“ (13. WP). 1988/99 und 2003/13 war Weiß Vorsitzender der G10-Kommission des Bayerischen Landtags. Von 1986 bis 1999 war er Mitglied des Vorstandes der CSU-Landtagsfraktion und von 1993 bis 1999 stellvertretender Fraktionsvorsitzender. 1985 wurde Weiß Vorsitzender des Arbeitskreises Wehrpolitik seiner Fraktion.
Vom 13. September 1999 bis 14. Oktober 2003 war Weiß als Nachfolger von Alfred Sauter Staatsminister der Justiz im Kabinett Stoiber III. In seiner Amtszeit wurde u. a. der Tierschutz (Artikel 141) in die Landesverfassung aufgenommen. Weiß war von 1993 bis 1999 und von 2008 bis 2013 Vorsitzender des Parlamentarischen Kontrollgremiums, Mitglied des Ausschusses für Kommunale Fragen und Innere Sicherheit.
Im Oktober 2013 schied Weiß aus dem Landtag aus. Zu seinem Nachfolger als Abgeordneter für den Stimmkreis Roth wurde am 14. September 2013 Volker Bauer (ebenfalls CSU) gewählt.
2004 war Weiß Wahlmann seiner Partei bei der Bundespräsidentenwahl, als Horst Köhler gewählt wurde. Auch 2009 war er Wahlmann bei der Wahl des deutschen Bundespräsidenten, als Horst Köhler im Amt bestätigt wurde.
Bis zu seinem Tod war er Mitglied des Kreistages. Nachfolger sollte der frühere Heidecker Bürgermeister Ottmar Brunner werden, der die Wahl aber am 27. März 2017 ablehnte. Somit folgte Daniela von Schlenk-Barnsdorf als Kreisrätin und wurde am 25. Juli 2017 vereidigt.